# 知识共享
知识共享（英語：Creative Commons）又稱創意共享、創作共用、版權宣告，是一個非營利組織，該組織提供同名的一系列著作的授權方式，即知識共享許可協議。知识共享組織的主要宗旨是使得著作物能更廣為流通与改作，可使其他人據以創作及共享，並以所提供的授權方式確保上述理念。知识贡献是一个每个人相互交流的过程。在知识自由传递的同时，接收者的知识将被重建。换言之，知识共享不仅可以定义为知识转移的过程，而且可以定义为知识发送者和知识接收者之间知识系统的交互和重构。

## 理念
知识共享的理念与Copyleft紧密相连。傳統的著作權中有兩種極端，一端是「保留所有權利」（All Rights Reserved），另一端則是「不保留任何權利」（即公有領域）。該組織試圖在兩者中間廣大的灰色地帶保有彈性，使得創作者可以「保留部分權利」（Some Rights Reserved），思考並探索知识产权在信息时代的意义。知识共享可以提供多種可供選擇的授權形式以及條款組合，創作者可與大眾分享其創作，授予其他人一定条件下再散布的權利，卻又可能保留其他權利。另外還有一種則是「撤回所有權利」（All Rights Reversed），與著佐權（Copyleft）相關。
該組織還提供了描述授權條款的RDF/XML詮釋資料，以利於電腦自動處理以及尋找以知识共享协议授權的作品。

## 协议

### 核心授權條款
知识共享协议允许作者选择不同的授权条款和根据不同国家的著作权法制定的版权协议，版权持有人可以指定以下的条件：（以下條件均不適用於原始創作者）
| 標誌 | 英文 | 縮寫 | 全稱         | 說明 |
| ---- | ---- | ---- | ------------ | --- |
|      |      | BY   | 署名         | 您（使用者）允许他人对自己享有著作权的作品及演绎作品进行复制、发行、展览、表演、放映、广播或通过信息网络向公众传播，但在这些过程中对方必须保留您对原作品的署名。 |
|      |      | NC   | 非商业性使用 | 您（使用者）允许他人对您享有著作权的作品及演绎作品进行复制、发行、展览、表演、放映、广播或通过信息网络向公众传播，但仅限于非商业性目的。                         |
|      |      | ND   | 禁止演绎     | 您（使用者）允许他人对您的作品原封不动地进行复制、发行、展览、表演、放映、广播或通过信息网络向公众传播，但不得进行演绎创作。                                     |
|      |      | SA   | 相同方式共享 | 只有在他人对演绎作品使用与您的原作品相同的许可协议的情况下，您才允许他人发行其演绎作品。                                                                         |

CC0

在没有指定“NC”的情况下，允许对作品进行商业利用；在没有指定“ND”的情况下，允许在原作品基础上进行衍生创作。
另外，含有“NC”和“ND”知识共享协议的作品不被认为符合“自由文化协议”。
混合搭配这些条件，产生了16种可能的组合，其中11种是有效的創作共用许可，5个是无效组合。无效组合中，有4种是同时包括“ND”和“SA”的条款的组合，因为这两种条款相互排斥；还有一种为没有要求任何条款的组合，稱為“CC0”。11种有效组合中，五种缺乏“BY”的条款已经失效了，因为98%的特许人要求署名。剩下的6种常用的授權为：
| 授權條款                               | 有效组合 |
| -------------------------------------- | -------- |
| 署名（BY）                             |          |
| 署名-相同方式共享（BY-SA）             | 160      |
| 署名-禁止改作（BY-ND）                 |          |
| 署名-非商業性（BY-NC）                 |          |
| 署名-非商業性-相同方式分享（BY-NC-SA） |          |
| 署名-非商業性-禁止改作（BY-NC-ND）     |          |

### 其他授權條款
- 美國建國者著作權（Founder's Copyright，簡稱FC）授權條款：重塑最早期美國建國者們在設計美國憲法時所提出的版權概念[9]，版權的主要目的是促進文化、藝術等方面的進步，為此版權人可享有的版權保護期限為14年或28年，而不是今天的作者终身加死後70年（美國法律）。
- 特別取樣授權（Sampling Plus）、非商業特別取樣授權（Noncommercial Sampling Plus）：用於音樂、影片、攝影作品的拼貼混合創作。但于2011年9月12日取消。[10]

## 歷史
知识共享协议类似于开放出版物协议（OPL）和GNU自由文档协议。GFDL主要用于软件文档，但是也可以用于其它像维基百科这样的非软件文档的项目。而隨著OPL的消失，他的创造者建议新的项目不要再使用它。但有批评者认为OPL和GFDL都还不够“自由”，GFDL与CC协议不同之处在于它要求分发的作品提供一个“透明版本”，也就是说，不能是一个私有或秘密的格式。
知识共享在2001年正式运行，劳伦斯·莱斯格是创始人和主席。知识共享的最初版本在2002年12月16日发布。本計畫在2004年榮獲电子艺术大奖網路願景類金尼卡獎。
創作共用的董事包括了劳伦斯·莱斯格、等长期对现代知识产权进行批评的学者、教授及律师。

## 本地化
原本的知识共享授權條款是以美國法律體系寫成的，所以用詞可能無法完美地切合其他國家現存的法律。雖然某種程度上不見得如此，但使用美國法律體系，不顧慮本地法律可能導致授權條款無法執行。為了解決這問題，知识共享推出iCommons（International Commons）計畫，調整法律用詞以適應各國國情。2004年5月27日，iCommons推出2.0版。至2007年11月30日為止，已有41個國家完成本地化。自3.0版開始，原始的授權條款改以國際法及相關慣例撰寫，稱為“未本地化版本”或「未移植版」（Unported），但各司法領域團隊仍然會依其法律翻譯、修改成該司法領域的適用版本。
在使用中文的國家和地区當中，臺灣、中國大陸、香港已陆续完成该协议的本地化。中國大陸的正式命名為知識共享，臺灣的正式命名為創用CC，香港的正式名稱命名為共享創意。该套协议在民间也被称为创作共用。
臺灣由中央研究院資訊科學所於2004年完成的本地化版本，意味在臺灣的法律下可以使用 ，並在2005年11月將台灣正式名稱定為創用CC。中國大陸由中国人民大学及进行本地化，并于2006年3月30日正式发布知识共享中国大陆版（CC China）2.5协议，2010年12月再次发布知识共享中国大陆版3.0协议草案，2012年底，知识共享中国大陆版3.0协议完成了本地化并正式发布。2008年1月，香港版進入本地化公眾討論的階段。并于2008年10月25日完成本地化。而澳門則於2010年下半年由澳門科技大學進行本地化，至今仍在進行中。而新加坡等地，至今為止尚未进行本地化的工作。

### 台灣本地社群發展
台灣的創用CC的工作團隊最初是2003年11月由中研院資訊所的經費支應在台灣推廣和維護的相關工作，自2009年後改為中研院資訊創新研究中心進行支持，2016年起相關的參與人力逐步轉移到以開放文化基金會支援的社群志工。

## 相容性
GNU自由文档许可证（GFDL）允许使用于商业目的，並可散布修改後的衍生創作，因此只有CC BY和CC BY-SA3.0可與GFDL單向相容（CC可改為GFDL，GFDL不可改為CC）。CC BY-SA的理念基本上與GFDL相同，但是因為一些條款細節有所出入而無法相容（CC BY-SA要求衍生作品同样以CC BY-SA发布，因此不能改以GFDL发布）。知识共享3.0中已經增加CC BY-SA對GFDL的相容性。

## 實際案例
- 數以百萬計的網頁使用知识共享授權。與知识共享組織合作設立了Common Content，現在由維護。
- 媒體集中地（部分上傳者選擇知识共享授權）：Flickr、互联网档案馆、維基共享資源、Ourmedia（英语：Ourmedia）
- 麻省理工學院開放式課程網頁 - 學術課程授課大綱
- 维基新闻、Wikitravel、阿尔法记忆、偽基百科等部份wiki站台
- Groklaw（英语：Groklaw）
- Public Library of Science
- Star Wreck（英语：Star Wreck） VI
- This Week in Tech（podcast）
- Mozilla基金會的官方网站

### 知名出版品
- 知识共享的創辦人莱斯格（Lessig）2004年的著作《自由文化》的電子版採取CC授權，在幾天內立刻出現中文版翻譯及給盲人的錄音版本。[24]
- Dan Gillmor（英语：Dan Gillmor）的著作《草根媒體》。
- 埃里克·斯蒂芬·雷蒙的三本書《大教堂和市集》（第一本完整而且曾商業發行的CC版權書籍，由歐萊禮出版）、《新駭客辭典》及《Unix編程藝術》。三本都有附加但書。
- 臺灣搖滾歌手朱約信（豬頭皮）的音樂專輯《搖滾主耶穌》是亞洲第一片CC授權的唱片。
- 臺灣金曲獎三位歌王朱約信（豬頭皮）、謝宇威、王宏恩、廣播主持人李坤城等人的音樂專輯《秋天的孩子》也採用CC授權。[25]
- 科利·多克托罗的小說
- 知识共享中国大陆许可协议正式发布当天，iMagine有限公司发布了第一片采用知识共享中国大陆许可协议的數位CD唱片《PatPet》。《PatPet》由廣州唱作人Mongo So创作，采用知识共享"署名－非商业性使用－禁止演绎2.5中国大陆"（CC BY-NC-ND 2.5 CN）协议。[26]
- 洋蔥頭原流行於網際網路，目前已成功被商業化，使用的是“CC BY-NC-ND 3.0”。
- 《Big Buck Bunny》、《Sintel》－Blender基金會CC授權的動畫電影。
- 凯文·麦克劳德所创作的音乐作品

## 發掘CC授權作品的工具
- 雅虎Creative Commons搜尋
- Google進階搜尋 （页面存档备份，存于）
- CC:Mixter - 擁有remix功能、CC授權的社群音樂網站
- Common Content （页面存档备份，存于）
- Jamendo （页面存档备份，存于） - Creative Commons授權的音樂專輯收藏區
- The Assayer （页面存档备份，存于） - 自由／copylefted書籍目錄
- Flickr Creative Commons搜尋 （页面存档备份，存于） - Flickr上的照片
- iRATE radio（英语：iRATE radio）
- Gnomoradio（英语：Gnomoradio）